# NGC 3134
NGC 3134 је лентикуларна галаксија у сазвежђу Лав која се налази на NGC листи објеката дубоког неба.
Деклинација објекта је + 12° 22' 37" а ректасцензија 10h 12m 29,1s. Привидна величина (магнитуда) објекта NGC 3134 износи 13,7 а фотографска магнитуда 14,7. NGC 3134 је још познат и под ознакама MCG 2-26-31, CGCG 64-88, Todd 21, PGC 29722.